# Orthorrhapha
Orthorrhapha (do grego: ὀρθός (orthos) = 'direito, alinhado' + ῥαφή (raphe) = 'costura, sutura') é um nome circunscricional historicamente usado para designar uma infraordem dos Brachycera, uma das duas subordens nas quais é tradicionalmente dividida a ordem Diptera, as moscas, que incluía as espécies cuja pupa emerge da exúvia por um rasgo lateral (em anteposição aos Cyclorrhapha, as espécies que emergem por um orifício arredondado). Como a investigação filogenética demonstrou que o grupo é parafilético, a designação foi abandonada progressivamente ao longo das últimas décadas, estando efectivamente obsoleta sob o ponto de vista taxonómico. Contudo, para além das obras mais antigas que contêm o nome, continua a ser frequentemente usada em catálogos, checklists e em obras de divulgação. Os taxa que eram incluídos no agrupamento Orthorrhapha estão actualmente integrados em todas as infraordens de Brachycera, excluindo a Muscomorpha (= "Cyclorrhapha").

## Sistemática
A taxonomia clássica do grupo Diptera divide os Brachycera em Cyclorrhapha e Orthorrhapha com base numa característica morfo-funcional: a forma do orifício de saída da pupa deixado na exúvia depois da emergência do adulto. Este orifício tem uma forma circular em Cyclorrhapha e está localizada na região cefálica, enquanto em Ortorrhapha é longitudinal. Na literatura, os dois grupos são considerados, de acordo com o autor, como uma coorte ou como uma zoosecção, enquadrando estes taxa numa posição indefinida e variável entre a superfamília e a subordem. Na verdade, a posição sistemática da subdivisão dicotómica Cyclorrhapha contemplava um taxon intermédio, de posição indeterminada, mas mais elevada do que a da família, com base em outros caracteres morfofuncionais (Aschiza e Schizophora, e este último, ainda subdividido em Acalyptratae e Calyptratae).
Para os Orthorrhapha era por sua vez contemplada a subdivisão em famílias. As revisões efectuadas a partir da década de 1970, nem sempre totalmente compartilhadas pela comunidade científica e no entanto ainda em evolução, aumentaram o número de famílias que se identificaram com os Brachycera inferiores (isto é, com os Orthorrhapha), de modo que várias famílias que eram tradicionalmente compreendidos dentro do Orthorrhapha foram incluídas naquele agrupamento em sentido amplo. A lista dessas famílias é a seguinte:
- Acroceridae (sinónimo de Cyrtidae, Henopidae, Oncodidae)
- Apioceridae
- Asilidae
- Bombyliidae (compreendendo os Apystomyiidae, Hilarimorphidae e Mythicomyiidae)
- Dolichopodidae sensu lato (incluindo também os Microphorinae considerados também como uma família distinta)
- Empididae (compreendendo também os Atelestidae, os Brachystomatidae e os Hybotidae e géneros incertae sedis considerados também como famílias distintas)
- Mydidae
- Nemestrinidae
- Pantophthalmidae (sin. Acanthomeriidae)
- Rhagionidae (sin. Leptidae, incluindo também os Vermileonidae, os Athericidae, os Austroleptidae e os Spaniidae; também é incluído o género Pelecorhynchus, tratado como uma família distinta)
- Scenopinidae (sin. Omphralidae)
- Stratiomyidae
- Tabanidae
- Therevidae (compreendendo também os Apsilocephalidae)
- Xylomyidae (sin. Solvidae)
- Xylophagidae (sin. Erinnidae)

Deste elenco foram excluídas as famílias monotípicas Oreoleptidae e Evocoidae, as quais incluem duas espécies de descrição recente e que não tinham portanto colocação entre os Orthorrhapha. A estreita relação filogenética entre os Oreoleptidae e os Tabanidae e entre os Evocoidae e os Therevidae engloba estas duas novas famílias no agrupamento artificial dos Brachycera inferiores.
A sistemática com base na filogenética reorganizou a taxonomia hierarquicamente superior, repartindo as famílias acima elencadas em superfamílias. Apesar da divisão em superfamílias não estar considerada na taxonomia tradicional, os Ortorrhapha podem ser subdivididos da seguinte forma:
- Superfamília Asiloidea, incluindo as famílias Apioceridae, Asilidae, Bombyliidae, Evocoidae, Mydidae, Scenopinidae, Therevidae
- Superfamília Empidoidea, agrupando as famílias Dolichopodidae e Empididae
- Superfamília Nemestrinoidea, agrupando as famílias Acroceridae e Nemestrinidae
- Superfamília Stratiomyoidea, agrupando as famílias Pantophthalmidae, Stratiomyidae e Xylomyidae
- Superfamília Tabanoidea, agrupando as famílias Athericidae, Austroleptidae, Oreoleptidae, Rhagionidae, Spaniidae e Tabanidae
- Superfamília : Vermileonoidea, com a família Vermileonidae
- Superfamília : Xylophagoidea, com a família Xylophagidae

A partir da década de 1960, a investigação filogenética colocou em evidência que o agrupamento Cyclorrhapha é monofilético, enquanto que os Orthorrhapha é um agrupamento parafilético. Todos os especialistas concordam ser infundada e ultrapassada a existência do agrupamento Orthorrhapha e a taxonomia deste grupo é agora usado apenas informalmente ou, por conveniência, nos manuais técnicos. As propostas taxonómicas para substituir o grupo taxonómico Orthorrhapha é contudo ainda problemática, no entanto, por causa das diferentes relações filogenéticas que distinguem os Ortorrhapha dos Cyclorrhapha. A desagregação parcialmente compatível com a velha taxonomia, porque mantém a distinção entre Cyclorrhapha e Brachycera inferiores, é devido, essencialmente, aos trabalhos publicados por GRIFFITHS e outros autores (1986, 1994). A definição de seis infraordens permite identificar os Muscomorpha com os Cyclorrhapha, separando, de um ponto de vista prático, os Orthorrhapha em cinco categorias sistemáticas posicionados ao mesmo nível dos Cyclorrhapha:
- Infraordem Asilomorpha
  - Asiloidea
  - Empidoidea
  - Nemestrinoidea
- Infraordem Stratiomyomorpha
  - Stratiomyomoidea
- Infraordem Tabanomorpha
  - Tabanoidea
- Infraordem Vermileonomorpha
  - Vermileonoidea
- Infraordem Xylophagomorpha
  - Xylophagoidea
- Infraordine Muscomorpha

A divisão em seis infraordens distintas não reflecte todavia um correcto fundamento filogenético, pois foi demonstrado que os taxa incluídos entre os Asilomorpha formam um complexo clade parafilético estreitamente correlacionado com os Muscomorpha, que os Vermileonomorpha e os Tabanomorpha formam um clade monofilético em relação aos Stratiomyiomorpha e Xylophagomorpha e, finalmente, que a linhagem Stratiomyomorpha + Xylophagomorpha + Vermileonomorpha + Tabanomorpha está colocada numa posição colateral em relação à linhagem Muscomorpha + Asilomorpha. Em síntese, a árvore filogenética (agrupada por superfamílias) que constitui os Brachycera é a seguinte:
| Xylophagomorpha | Xylophagoidea                                                 |
|                 | Xylophagoidea                                                 |
| Tabanomorpha    | \| \| Vermileonoidea \| \| \| \| \| \| Tabanoidea \| \| \| \| |
|                 | \| \| Vermileonoidea \| \| \| \| \| \| Tabanoidea \| \| \| \| |
|                 | Vermileonoidea                                                |
|                 |                                                               |
|                 | Tabanoidea                                                    |
|                 |                                                               |

|  | Vermileonoidea |
|  |                |
|  | Tabanoidea     |
|  |                |

| Xylophagomorpha | Xylophagoidea                                                 |
|                 | Xylophagoidea                                                 |
| Tabanomorpha    | \| \| Vermileonoidea \| \| \| \| \| \| Tabanoidea \| \| \| \| |
|                 | \| \| Vermileonoidea \| \| \| \| \| \| Tabanoidea \| \| \| \| |
|                 | Vermileonoidea                                                |
|                 |                                                               |
|                 | Tabanoidea                                                    |
|                 |                                                               |

|  | Vermileonoidea |
|  |                |
|  | Tabanoidea     |
|  |                |

|  | Asiloidea                                                   |
|  |                                                             |
|  | \| \| Empidoidea \| \| \| \| \| \| Cyclorrhapha \| \| \| \| |
|  |                                                             |
|  | Empidoidea                                                  |
|  |                                                             |
|  | Cyclorrhapha                                                |
|  |                                                             |

|  | Empidoidea   |
|  |              |
|  | Cyclorrhapha |
|  |              |

|  | Asiloidea                                                   |
|  |                                                             |
|  | \| \| Empidoidea \| \| \| \| \| \| Cyclorrhapha \| \| \| \| |
|  |                                                             |
|  | Empidoidea                                                  |
|  |                                                             |
|  | Cyclorrhapha                                                |
|  |                                                             |

|  | Empidoidea   |
|  |              |
|  | Cyclorrhapha |
|  |              |

| Xylophagomorpha | Xylophagoidea                                                 |
|                 | Xylophagoidea                                                 |
| Tabanomorpha    | \| \| Vermileonoidea \| \| \| \| \| \| Tabanoidea \| \| \| \| |
|                 | \| \| Vermileonoidea \| \| \| \| \| \| Tabanoidea \| \| \| \| |
|                 | Vermileonoidea                                                |
|                 |                                                               |
|                 | Tabanoidea                                                    |
|                 |                                                               |

|  | Vermileonoidea |
|  |                |
|  | Tabanoidea     |
|  |                |

| Xylophagomorpha | Xylophagoidea                                                 |
|                 | Xylophagoidea                                                 |
| Tabanomorpha    | \| \| Vermileonoidea \| \| \| \| \| \| Tabanoidea \| \| \| \| |
|                 | \| \| Vermileonoidea \| \| \| \| \| \| Tabanoidea \| \| \| \| |
|                 | Vermileonoidea                                                |
|                 |                                                               |
|                 | Tabanoidea                                                    |
|                 |                                                               |

|  | Vermileonoidea |
|  |                |
|  | Tabanoidea     |
|  |                |

|  | Asiloidea                                                   |
|  |                                                             |
|  | \| \| Empidoidea \| \| \| \| \| \| Cyclorrhapha \| \| \| \| |
|  |                                                             |
|  | Empidoidea                                                  |
|  |                                                             |
|  | Cyclorrhapha                                                |
|  |                                                             |

|  | Empidoidea   |
|  |              |
|  | Cyclorrhapha |
|  |              |

|  | Asiloidea                                                   |
|  |                                                             |
|  | \| \| Empidoidea \| \| \| \| \| \| Cyclorrhapha \| \| \| \| |
|  |                                                             |
|  | Empidoidea                                                  |
|  |                                                             |
|  | Cyclorrhapha                                                |
|  |                                                             |

|  | Empidoidea   |
|  |              |
|  | Cyclorrhapha |
|  |              |

Com base neste cladograma, os Brachycera são subdivididos em quatro infraordens, como originariamente proposto por WOODLEY em 1989. Parte dos tradicionais Orthorrhapha são distribuídos entre os Stratiomyomorpha, os Xylophagomorpha e os Tabanomorpha. As superfamílias Asiloidea, Empidoidea e Nemestrinoidea são por sua vez incluídas na infraordem Muscomorpha e enquadradas em outros tantos taxa do mesmo nível taxonómico que os Cyclorrhapha. AMORIM & YEATES (2006) propuseram o seguinte esquema taxonómico:
- Subordem Brachycera
  - Infraordem Stratiomyomorpha
    - Superfamília Stratiomyoidea

  - Infraordem Xylophagomorpha
    - Superfamília Xylophagoidea

  - Infraordem Tabanomorpha
    - Superfamília Tabanoidea
    - Superfamília Vermileonoidea

  - Infraordem Muscomorpha
    - Secção Nemestrinoidea
    - Secção Asiloidea
    - Secção Empidoidea
    - Secção Cyclorrhapha